# Zajdy (Świętajno)
Zajdy ist ein kleiner Ort in der polnischen Woiwodschaft Ermland-Masuren und gehört zur Landgemeinde Świętajno (Schwentainen) im Powiat Olecki (Kreis Oletzko, 1933 bis 1945 Kreis Treuburg).

## Geographische Lage
Die Wohnsiedlung (polnisch kolonia) Zajdy liegt im Nordosten der Woiwodschaft Ermland-Masuren, sechs Kilometer südwestlich der Kreisstadt Olecko (Marggrabowa, umgangssprachlich auch: Oletzko, 1928 bis 1945 Treuburg).

## Geschichte
Über den geschichtlichen Hintergrund von Zajdy gibt es keine Belege, vielleicht ist der Ort erst nach 1945 entstanden, was auch das Fehlen eines etwaigen deutschen Namens aus der Zeit vor 1945 zu bestätigen scheint. 
Es besteht ein Namenszusammenhang zu dem drei Kilometer südwestlich gelegenen Dorf Zajdy (Sayden, 1938 bis 1945 Saiden), das – bis 1945 eine Bahnstation an der Bahnstrecke Marggrabowa–Schwentainen der Oletzkoer Kleinbahnen – am Ostufer des Sayder Sees (1938 bis 1945 Saider See, polnisch Jezioro Zajdy) liegt und zum Gebiet der Stadt- und Landgemeinde Olecko gehört.
Zajdy gehört zur Landgemeinde Świętajno (Schwentainen) im Powiat Olecki (Kreis Oletzko, 1933 bis 1945 Kreis Treuburg), bis 1998 zur Woiwodschaft Suwałki, seither zur Woiwodschaft Ermland-Masuren zugehörig.

## Kirche
Zajdy ist in die katholische Pfarrkirche Olecko im Bistum Ełk (Lyck) der Römisch-katholischen Kirche in Polen eingepfarrt und gehört zur evangelischen Kirchengemeinde Gołdap (Goldap), einer Filialgemeinde der Pfarrei Suwałki in der Diözese Masuren der Evangelisch-Augsburgischen Kirche in Polen.

## Verkehr
Zajdy ist nur auf einem sehr verschlungenen Landweg von Giże (Giesen) aus zu erreichen. Eine Bahnanbindung existiert nicht.